# 広島大学附属東雲小学校・中学校
広島大学附属東雲小・中学校（ひろしまだいがくふぞくしののめしょうちゅうがっこう、Shinonome Elementary School and Junior High School Attached to Hiroshima University）は、広島県広島市南区東雲三丁目にある国立小学校・中学校。
広島大学の附属学校として、主に教育学部生を対象に教育実習が行われている。

## 沿革
- 1875年（明治8年）10月30日 - 広島市白鳥町に広島県公立師範学校附属小学校が創立。
- 1877年（明治10年）3月7日 - 広島県師範学校附属小学校と改称。
- 1879年（明治12年）9月10日 - 広島県広島師範学校附属小学校と改称。
- 1886年（明治19年）7月12日 - 広島県尋常師範学校附属小学校と改称。
- 1888年（明治21年）7月3日 - 男子の制服を制定。
- 1898年（明治31年）4月1日 - 広島県師範学校附属小学校と改称。
- 1900年（明治33年）9月25日 - 遠足行事を開始。
- 1901年（明治34年）
  - 3月28日 - 学芸会を初めて開催。
  - 9月11日 - 広島市皆実町（現在比治山橋東詰）の新校舎に移転。校庭で朝礼を開始。
- 1907年（明治40年）4月 - 保護者団（現PTA）の創立。
- 1908年（明治41年）3月9日 - 研究報告第1号が発刊。
- 1919年（大正8年）5月1日 - 女子の制服（洋服）制定。
- 1921年（大正11年）4月1日 - 広島県広島師範学校附属小学校と改称。
- 1932年（昭和7年）4月1日 - 広島県師範学校附属小学校と改称。
- 1941年（昭和16年）
  - 4月1日 - 国民学校令に伴い、広島県師範学校国民学校と改称。
  - 7月19日 - 広島市東雲町（現 東雲三丁目）の新校舎に移転。
- 1943年（昭和18年）4月1日 - 官立[2]広島師範学校男子部附属国民学校と改称。
- 1944年（昭和19年）6月2日 - 学校給食を開始。
- 1945年（昭和20年）
  - 4月14日 - 広島県比婆郡敷信村に集団疎開。
  - 8月6日 - 広島への原子爆弾投下により校舎中破し、訓導・児童死傷。
  - 9月15日 - 各学年1学級編成で再開。
- 1947年（昭和22年）4月1日 - 学制改革に伴い、広島師範学校男子部附属小学校と改称。広島師範学校男子部附属中学校（新制）が発足。
- 1948年（昭和23年）
  - 5月11日 - 保護者団総会によりPTAを結成。
  - 12月11日 - 校舎が完成。
- 1949年（昭和24年）
  - 5月31日 - 新制広島大学の発足で、その中に広島師範学校が包括されたことにより、広島大学広島師範学校附属小学校・中学校と改称。
  - 6月17日 - 附属小、山の学習旅行（6年）を開始。
- 1951年（昭和26年）4月1日 - 広島師範学校が廃止され、広島大学教育学部附属東雲小学校・中学校と改称。付属小、帽章・徽章を改定。
- 1953年（昭和28年）6月29日 - 附属中PTAを「明珠会」と改称。
- 1954年（昭和29年）6月1日 - 附属小、放送教育を開始。
- 1956年（昭和31年）10月31日 - 附属小、山の学習旅行（5年）を開始。
- 1961年（昭和36年）10月2日 - 附属小、養護学級（現 特別支援学級）を設置。
- 1962年（昭和37年）1月27日 - 北運動場が完成。
- 1963年（昭和38年）4月10日 - 附属中、養護学級（特別支援学級）を新設。
- 1964年（昭和39年）
  - 5月15日 - 附属小、夏の制服・制帽を制定。
  - 6月10日 - プールが完成。
- 1967年（昭和42年）4月1日 - 小中学校長は兼任を解消。
- 1968年（昭和43年）5月13日 - 附属中、明珠会を解散し、中学校PTAを結成。
- 1969年（昭和44年）12月17日 - 附属中、火災が発生し、校舎の一部を焼失。
- 1970年（昭和45年）11月28日 - 附属小新校舎が完成、移転。
- 1971年（昭和46年）1月10日 - 附属中新校舎が完成、移転。
- 1972年（昭和47年）4月1日 - 附属小、複式学級を開設。
- 1973年（昭和48年）2月1日 - 附属小、米飯給食を開始。
- 1974年（昭和49年）3月10日 - 附属小、天文台が完成。
- 1975年（昭和50年）10月30日 - 附属小、創立100周年記念式典を挙行。校歌を制定。
- 1977年（昭和52年）3月31日 - 東雲ホールが完成。「東雲附小百年史」を刊行。
- 1978年（昭和53年）6月17日 - 広島大学組織改編により、広島大学附属東雲小学校・中学校と改称。
- 1986年（昭和61年）4月1日 - 附属中、東雲憲章を制定・施行。
- 1994年（平成6年）11月30日 - 新プールが完成。
- 2000年（平成12年）10月17日 - 附属小、教育後援会が発足。
- 2002年（平成14年）8月23日 - 附属中、Exploris Middle School（アメリカ合衆国）と姉妹校締結。
- 2003年（平成15年）8月23日 - 附属中、Exploris Middle Schoolとの生徒間渡米交流を開始。
- 2004年（平成16年）6月21日 - 附属中、Exploris Middle Schoolとの生徒間来校交流を開始。
- 2005年（平成17年）10月29日 - 附属小、創立130周年記念式典を挙行。
- 2007年（平成19年）4月15日 - 附属中、創立60周年記念式典を挙行。
- 2010年（平成22年）
  - 5月6日 - 附属中、MENDOYO4（インドネシア）と姉妹校締結、生徒間交流を開始。
  - 5月16日 - 附属中、Odyssey School（アメリカ合衆国）と姉妹校締結、生徒間交流を開始。

## 小学校

### 歴史
1875年（明治8年）10月30日、広島県公立師範学校附属小学校として、広島市白島町に創立された。母体である広島県公立師範学校の移転に伴って現在地の東雲に学校の所在地が移転したのは1941年（昭和16年）7月である。

### 教育目標
東雲五心を生かす生活手帳には、児童心得として「はい」という素直な心、「ありがとう」という感謝の心、「すみません」という反省の心、「おかげさまで」という謙虚な心、「私がします」という奉謝の心が謳われている。

### 校歌
「広島大学附属東雲小学校校歌」
- 作詞 - 三登義雄
- 作曲 - 寺本和則
- 編曲 - 原田宏司

### 学級
単式学級の外に、養護学級設置（1961年（昭和36年））や、複式学級を設置し（1972年（昭和47年））、1913年（大正2年）に始まった教育研究会は今年で117回目を数えるに至っている。

### 校舎
校舎の屋上には、天体観測用の球体ドームがあるが、在校生でも屋上に上がることは許されておらず、約20年近く利用されていない。

### 学年ごとの主な活動
- 1年：あさがおのリース作り
- 2年：野菜の栽培、安全マップ作り
- 3年：三滝宿泊学習
- 4年：海の学習
- 5年：山の学習[3]
- 6年：旅の学習

### 出版物
東雲小学校PTAが1年に一度発行する機関紙「しののめ」や、広島大学附属東雲小学校国語科研究室が発行する学校文集「ひばり」「のぎく」は伝統文集として現在も続いている。
1985年（昭和60年）3月30日発行の写真集「110周年を迎えた東雲教育」によれば、「東雲音頭」作詞・作曲広島大学附属東雲小学校という、運動会の際に全校生徒で踊る歌があったようだが、現在はもう踊られていない。「東雲教育」という映画も製作された歴史があるという。

## 中学校

### 歴史
1947年（昭和22年）4月15日 広島師範学校男子部附属中学校として創立された。校則がなく、良心に従って行動することなどを掲げた「東雲憲章」（1986年制定）がある。校訓では、あくまで科学的で、創造的なたくましい思考力を育てることを根幹とし、道徳的心情という、豊かな緑したたる葉と、美的情操というかがやかしい花をつけた、ていていたる大木にのびよ。もちろんこれらの大木は孤立したものでなく、おたがいに協力的であり、社会的でなければならない。（原文のまま）と謳っている。

### 校歌
「東雲の空」
- 作詞 - 島田多恵子
- 作曲 - 内藤時光
  - 歌詞中で原爆を「アトムの試練」と詠っている。
  - 東雲生徒会の歌として「わかい文化」「われらの希望」、愛唱歌として「朝だあかねだ」もあるが、これらは在校中の年間行事でも滅多に歌われる機会がない。

### 学級
通常学級と特別支援学級がある。

### 生徒会活動
生徒手帳の見直し、生徒会規約改正等を校内の生徒らで組織される「評議会」で討議する他、生徒総会において年間活動方針の承認・予算、決議の承認を行う等、生徒会活動が充実している点に特徴がある。

### 校舎
- （附属池田小事件）を契機に、正門に警備員が常駐（生徒活動時間）しているほか，教員対象の不審者対策訓練と全校生徒による不審者対策訓練をそれぞれ実施している。
- 校内にAED(自動体外式除細動器)を3ヶ所に設置している。

### 姉妹校
- 2001年（平成13年）
  - エクスプロリス校（アメリカ合衆国ノースカロライナ州博物館立と姉妹校Exploris Middle School）
    - 相互交流の一環として共通のテーマについての日米の生徒による共同研究や、ホームステイが行われている。
- 2010年（平成22年）
  - MENDOYO第4中学校（インドネシア）
  - オデッセイ校（アメリカ合衆国Odyssey School）

### 年間行事
3学期制をとっている。
1学期
- 4月 - 入学式、校外学習（全学年）、生徒総会
- 5月 - PTA総会、後援会総会
- 6月 - 体育祭、教育実習
- 7月 - 1学期期末テスト、小中合同水泳大会（3組）、終業式
- 8月 - 夏休み、Exploris Middle School＆Odyssey Schoolへの渡米交流

2学期
- 9月 - 始業式、教育実習
- 10月 - 合唱コンクール（各クラスごと）
- 11月 - 小中合同運動会（3組）、PTA講演会、2学期末テスト
- 12月 - 教育研究会、舞台芸術鑑賞、職場体験実習・見学（3組）、生徒会選挙、終業式

3学期
- 1月 - 始業式、修学旅行（2年生）、学年末テスト（3年生）、入学調査
- 2月 - 入学者説明会、学年末テスト
- 3月 - 卒業式、Exploris Week（Explorisの生徒が来校し、ホームステイ）

### 部活動
運動部
- 陸上競技部
- バスケットボール部
- 硬式テニス部
- 卓球部
- サッカー部
- 軟式野球部

文化部
- 造形部
- 吹奏楽部

## 著名な出身者
- 三宅一生（ファッションデザイナー）
- 世良洋子（フリーアナウンサー）
- 頼近美津子（アナウンサー）
- 長谷部恭男（法学者）
- 山本圭壱（お笑い芸人）
- 田村麻美（参議院議員）
- 神園さやか（歌手）
- こうの史代（漫画家）
- 未祐（モデル）
- 西田一生（振付師）
- 楪望（フリーアナウンサー）

## 統合・移転の構想
広島大学のページによると、東雲小学校・中学校と三原幼稚園・小学校・中学校は広島大学の東広島キャンパスへ移転・統合させ、移転済の附属幼稚園を含め、広島大学附属東広島学園とさせ、それに伴い、東広島キャンパスへ附属高等学校と福山高等学校からそれぞれ1クラス移転させることが計画されている。

### メディア取材
- 朝日新聞社の子会社である朝日学生新聞社発行の朝日中学生ウイークリー1999年6月13日の第1面の紙面に生徒総会の打ち合わせ風景や、数学科教諭による授業風景が掲載されたことがある。

## 関連校
- 広島師範学校 - 旧制前身校
- 広島大学
  - 広島大学附属小学校
  - 広島大学附属中学校・高等学校
  - 広島大学附属幼稚園
  - 広島大学附属三原幼稚園・小学校・中学校
  - 広島大学附属福山中学校・高等学校